# Giovanni Battista Borra
Giovanni Battista Borra (27 décembre 1713 – novembre 1770) est un architecte, ingénieur et dessinateur italien.

## Biographie
Borra est né à Dogliani. Après avoir suivi les enseignements de Bernardo Antonio Vittone de 1733 à 1736 (il produit dix planches pour l'ouvrage de son professeur intitulé Istruzione elementari per indirizzo de'giovani allo studio dell'architettura civile, publié à Lugano en 1760), il publie son propre ouvrage en 1748. Il s'agit d'un manuel sur la stabilité des bâtiments, au ton pratique. Il rencontre Robert Wood à Rome et participe à son expédition archéologique de 1750-1751 en Asie Mineure et en Syrie en tant que dessinateur, avant de retourner avec Wood en Angleterre. Là, il utilise ses carnets de croquis (aujourd'hui à la bibliothèque de la Society for Promotion of Hellenic Studies, à Londres) pour produire les dessins originaux (aujourd'hui au Royal Institute of British Architects) pour Les ruines de Baalbek et Les ruines de Palmyre de Wood, et, de 1752 à 1760, il réalise des commandes pour des mécènes anglais. Ces œuvres et leurs images ont permis la mise à la mode des motifs de Baalbek et de Palmyre pour la décoration des plafonds et des intérieurs en Angleterre et en Italie (Borra les utilise, par exemple, dans son propre travail sur la façade sud du Palais Isnardi et dans la décoration intérieure de la Sala d'Ercole et de la Sala di Diana, sur le piano nobile). On pense qu'il est mort à Turin.

## Œuvres
- Norfolk House (en), St James's Square, Londres (détruite en 1938 ; la salle de musique a été reconstruite au V&A) - intérieurs rococo, 1755, commandés par Mary Howard, duchesse de Norfolk (en) ;
- Stowe House
  - décoration intérieure, commandée par Richard Grenville, 2d comte Temple.
  - les modifications et l'exécution du projet de Robert Adam pour la façade sud.
  - les modifications apportées aux bâtiments du jardin par John Vanbrugh et James Gibbs, afin qu'ils soient conformes au goût de Grenville pour le style néoclassique.
- Château des Racconigi de Guarino Guarini, près de Turin (1676-1683) - remodelage et extension, commandés par le prince Louis de Carignan.
- Palais piémontais, notamment :
  - Palazzo Isnardi di Caraglio à Turin (à partir de 1766-1767), en collaboration avec Benedetto Innocente Alfieri.
- Églises piémontaises :
  - chapelle Santo Sudario avec une façade palladienne pour le sénat de Nice, 1763
- 1760-1770 - conçoit les fortifications d'Alexandrie et plusieurs projets hydrauliques piémontais.